# Амендола, Винченцо
Винченцо «Энцо» Амендола (итал. Vincenzo 'Enzo' Amendola; род. 22 декабря 1973, Неаполь) — итальянский политик, активист Демократической партии, депутат (2013—2018). Министр без портфеля по европейским делам Италии (2019—2021).

## Биография
В 16-летнем возрасте увлёкся политикой, в 18 лет избран руководителем местной организации Левых демократов в историческом центре Неаполя. Отвечал за внешние связи организации «Молодые левые», с 2001 по 2006 год являлся генеральным секретарём IUSY. Входил в президиум Исполнительного комитета Социалистического интернационала. С июля 2006 года курировал в национальном секретариате Левых демократов проблемы Юга Италии. В период, когда Гульельмо Эпифани возглавлял Демократическую партию, отвечал в её национальном секретариате за связи с лидерами региональных партийных организаций.
В 2013 году избран в Палату депутатов Италии XVII созыва (депутатский мандат был действителен с 15 марта 2013 по 22 марта 2018 года), входил в III комиссию (иностранные дела и связи с Евросоюзом). С 7 мая 2013 по 29 января 2016 года возглавлял группу Демократической партии в комиссии.
29 января 2016 года принёс присягу и вступил в должность младшего статс-секретаря Министерства иностранных дел в правительстве Ренци в ходе замещения тринадцати вакансий.
29 декабря 2016 года вновь назначен младшим статс-секретарём МИД при формировании правительства Джентилони и оставался в этой должности до истечения полномочий кабинета 1 июня 2018 года.
4 сентября 2019 года назначен министром без портфеля по европейским делам при формировании второго правительства Джузеппе Конте, а
5 сентября новый кабинет принёс присягу.
13 февраля 2021 года принесло присягу правительство Драги, в котором Амендола не получил не получил никакого назначения, а его должность была упразднена.
24 февраля 2021 года назначен младшим статс-секретарём аппарата правительства Драги с полномочиями по европейским делам, 1 марта приведён к присяге и вступил в должность.

## Личная жизнь
24 июня 2013 года женился в Масса-Лубренсе на итальянской журналистке марокканского происхождения Кариме Муал (Karima Moual). Свадебную церемонию посетили Гульельмо Эпифани и Андреа Орландо.